# Conventionnalisme
Le conventionnalisme est une doctrine stipulant une séparation fondamentale entre les données de l'intuition et des sens, et les constructions intellectuelles permettant de fonder les théories scientifiques ou mathématiques.
Cette notion a été développée notamment par Edouard Le Roy, Pierre Duhem et Henri Poincaré, sous des formes assez différentes, à la frontière du XIXe siècle et du XXe siècle (bien qu’aucun de ces auteurs n'ait employé le terme de « conventionnalisme »). Elle trouve son origine profonde dans la séparation kantienne entre intuition et concept.